# Laccophilus poecilus
Laccophilus poecilus är en skalbaggsart som beskrevs av Johann Christoph Friedrich Klug 1834. Laccophilus poecilus ingår i släktet Laccophilus och familjen dykare. Enligt den svenska rödlistan är arten starkt hotad i Sverige. Arten förekommer i Götaland. Artens livsmiljö är våtmarker, sjöar och vattendrag, havsstränder. Inga underarter finns listade i Catalogue of Life.